# Lundrödling
Lundrödling (Entoloma lividoalbum) är en svampart som först beskrevs av Kühner & Romagn., och fick sitt nu gällande namn av Kubicka 1975. Lundrödling ingår i släktet Entoloma och familjen Entolomataceae.  Arten är reproducerande i Sverige. Inga underarter finns listade i Catalogue of Life.

## Källor

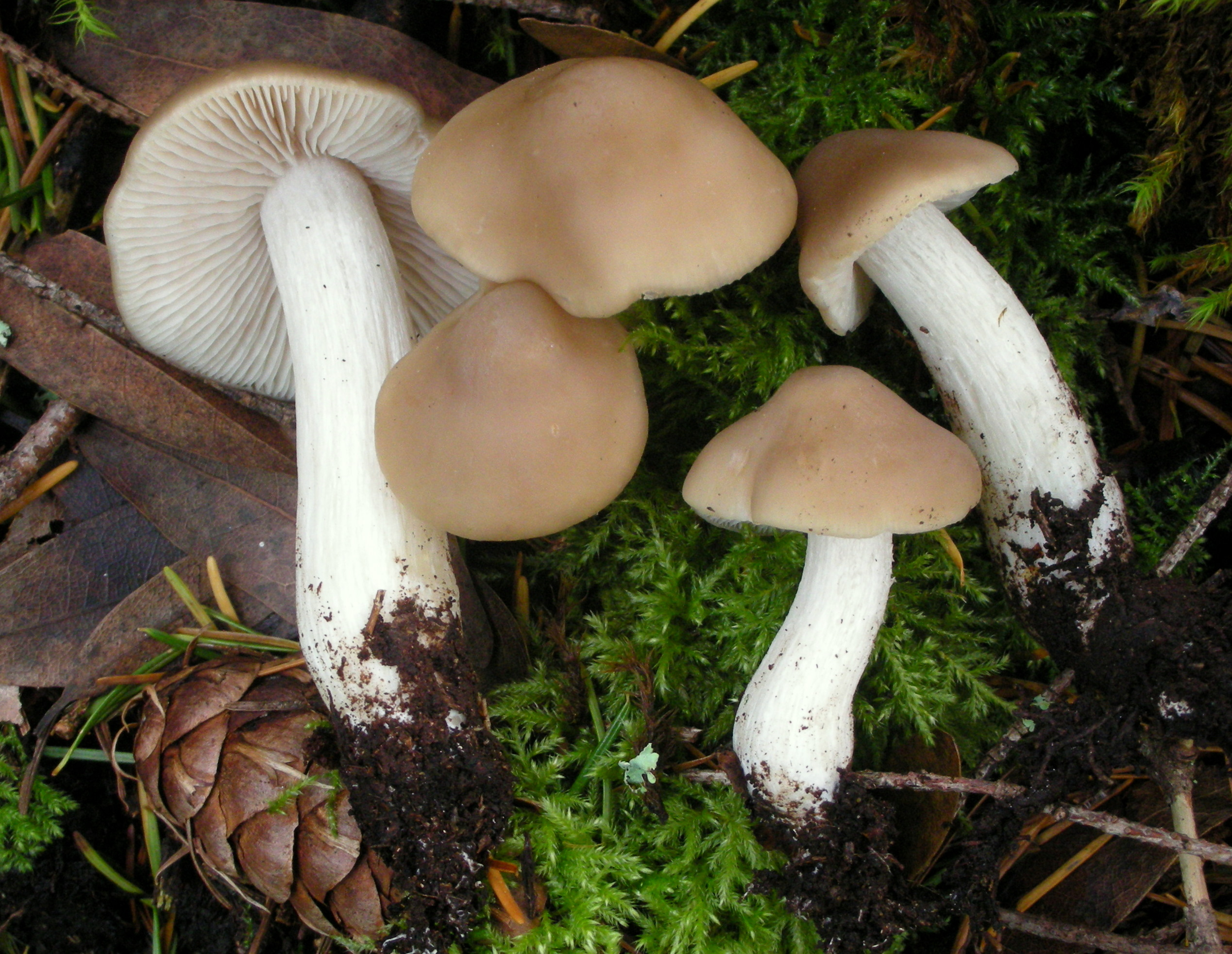
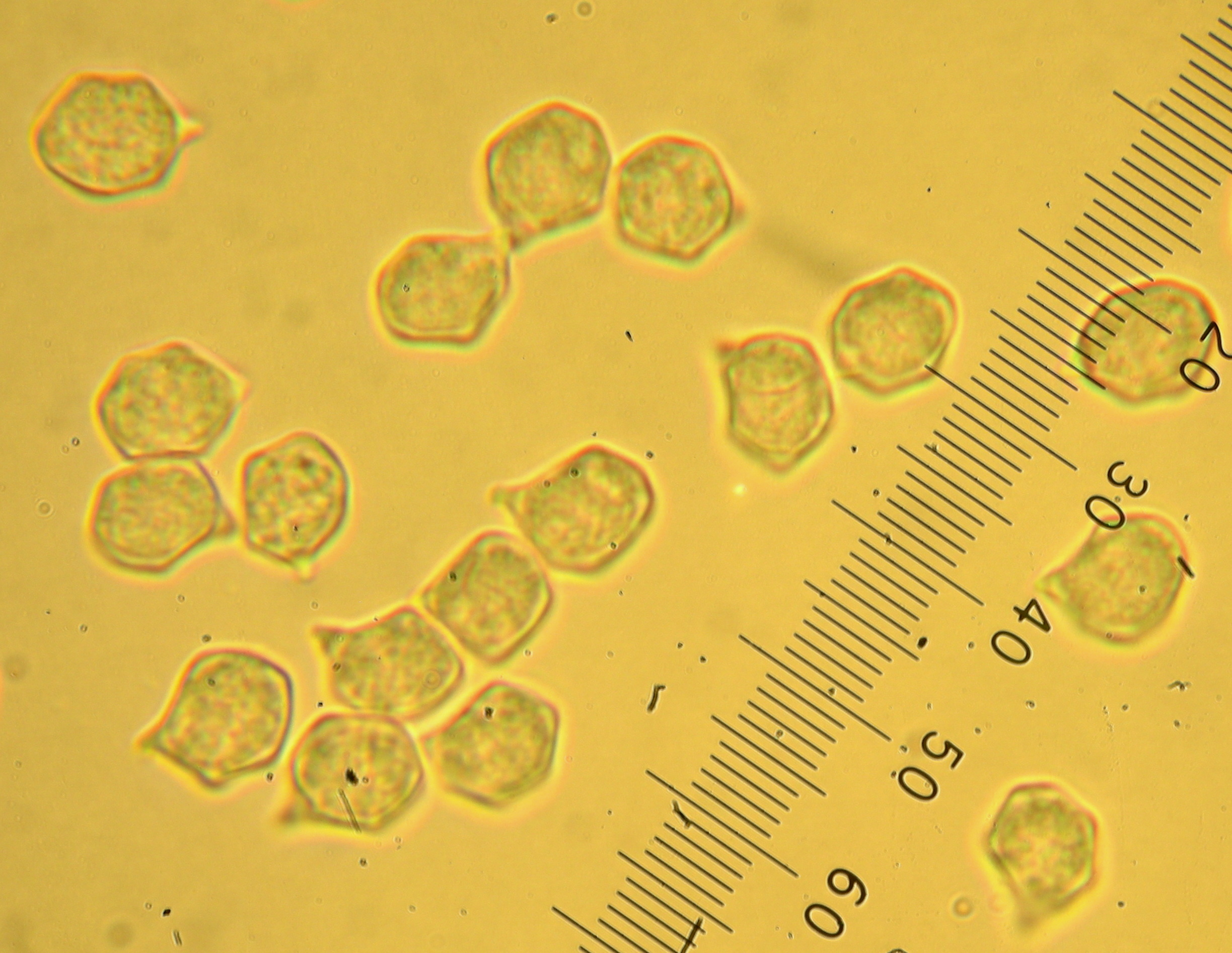
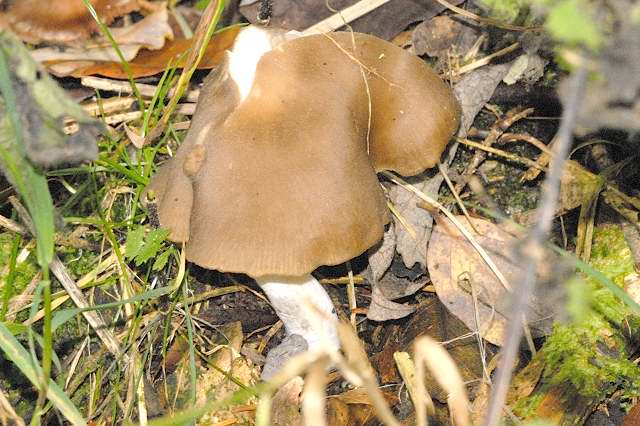
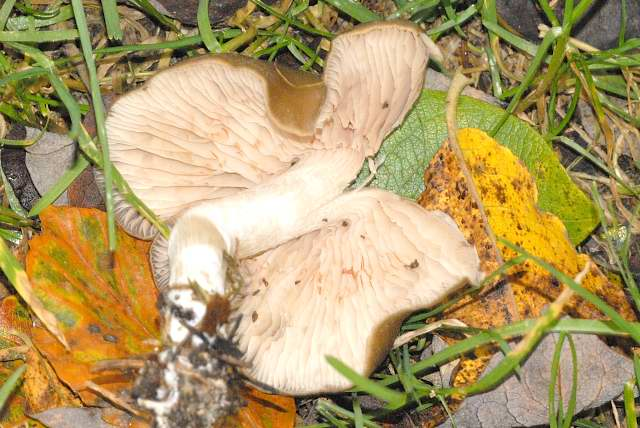